# Apogonia sericata
Apogonia sericata är en skalbaggsart som beskrevs av Heller 1896. Apogonia sericata ingår i släktet Apogonia och familjen Melolonthidae. Inga underarter finns listade i Catalogue of Life.